# IC 4820
IC 4820 је спирална галаксија у сазвјежђу Паун која се налази на листи објеката дубоког неба у Индекс каталогу.
Деклинација објекта је - 63° 27' 56" а ректасцензија 19h 9m 13,5s. Привидна величина (магнитуда) објекта IC 4820 износи 14,1 а фотографска магнитуда 14,8. IC 4820 је још познат и под ознакама ESO 104-39, AM 1904-633, PGC 62824.